# Себильская культура
Себильская культура — южноегипетская культура эпохи мезолита (15 000 — 12 000 лет назад).
Основу хозяйства составляла охота на саванных животных (буйволы, антилопы, газели) и собирательство диких злаков (ячмень). Техника микролитическая, близкая к оранской культуре.
Название культуре дано Эдмоном Виньярдом, обнаружившим артефакты на берегу Нила у города Ком-Омбо в 1919 и 1920-х годах.